# Патрульні кораблі проєкту 22460
Патрульні кораблі проєкту 22460 «Мисливець» — серія російських патрульних прикордонних кораблів охорони територіальних вод, патрулювання 12-мильної прикордонної зони, можуть бути віднесені до малих корветів . Призначені для несення прикордонно-патрульної служби з охорони державного кордону, територіальних вод, континентального шельфу, для проведення аварійно-рятувальних робіт, а також для здійснення екологічного контролю і ліквідації наслідків природних лих . Поряд з охороною кордону в задачу кораблів цього класу можуть входити операції з боротьби з тероризмом і морським піратством.

## Конструкція

### Корпус

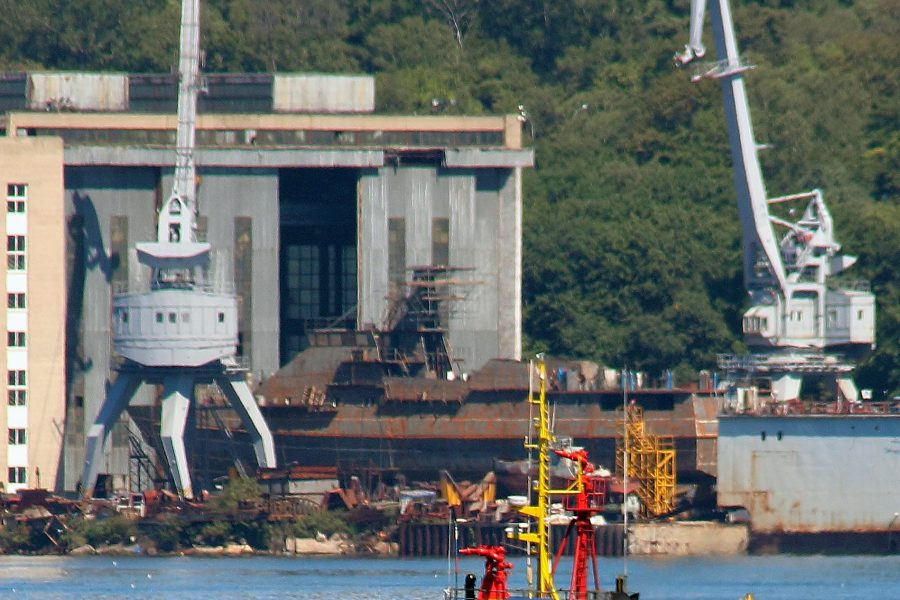
«Корал» на Східній верфі 09.09.2014

Кораблі проєкту 22460 відрізняються від своїх попередників не стільки озброєнням, скільки кораблебудівним якостями, говорив у 2008 році Генеральний директор Північного ПКБ Володимир Спірідопуло. Так, корабель зможе нести службу при хвилюванні моря в 6 балів, при цьому вільно маневрувати. У них нова форма корпусу і підвищена мореплавсність — швидкість на спокійній воді до 28 вузлів. Зовнішні обводи корабля розроблені із застосуванням елементів стелс-технології. У кормовій частині судна є сліп для спуску швидкохідного катера жорстко-надувного типу або іншого обладнання. ПСКР проєкту 22460 обладнуються опріснювальної установкою. Для поліпшення умов є сауна і невеликий басейн. Судно з ледопрохідності відповідає класу РРР РФ «О 2.0» (товщина льоду до 20 см).

### Озброєння
- 1 × 6 × 30 мм АУ АК-630
- 8 × ПЗРК «Ігла», «Верба»
- 2 × МТПУ 14,5 мм
- 2 × 1 × 12,7 мм кулемет «Корд»
- 1 × 4 ПУ КУВ «Гибка» — тільки на ПСКР «Расул Гамзатов»

Також можливе розміщення пускових установок ПКР Х-35У «Уран» і артустановок А-220М .
У кормовій частині корабля змонтований злітно-посадочний майданчик, який може бути обладнаний складним палубним ангаром-притулком для одного легкого гелікоптера Ка-226 або «Ансат». Також на кораблях отримають прописку БПЛА Gorizont G-Air S-100 .

## Будівництво
Загальна кількість кораблів в серії очікується близько 30 . Директор ФСБ Росії Олександр Бортніков на урочистій церемонії підйому прапора кораблів, суден і плавзасобів БО ПС ФСБ на ПСКР «Рубін» 12 травня 2010 року, заявив, що заплановано побудувати тільки в Санкт-Петербурзі не менше 25 кораблів цього проєкту .
Перший корабель «Рубін» (зав. № 501) проєкту 22460 базується на Чорному морі . Взяв участь в забезпеченні безпеки під час проведення Олімпіади 2014 року в Сочі .
25 листопада 2011 року ПСКР «Діамант» проєкту 22460 (зав. № 502), другий в серії або перший серійний корабель, був спущений на воду. Після добудови та проходження випробувань був прийнятий до складу Каспійського прикордонного управління ФСБ РФ .
У травні 2012 року на Східній верфі були закладені два ПСКР для Північно-Східного прикордонного управління ПС ФСБ РФ — «Сапфір» (зав. № 300) та «Корал» (зав. № 301). Тим самим Східна верф стала другим підприємством, де будуються кораблі проєкту.
У період до 27 липня 2014 року було побудовано і стали до ладу ще два ПСКРа будови Санкт-Петербурзького заводу «Алмаз» — «Жумчуг» (зав. № 503) та «Ізумруд» (зав. № 504).
На початку будівництва на перших 5 кораблях ставились німецькі двигуни 16V4000M73L «MTU» і редуктори «ZF», але потім з 2015 року на наступні кораблі через санкції стали ставити китайські двигуни CHD622V20 «HND», які поставлені ТОВ «Морські пропульсивні системи». Після 2018 року будівництво серії припинено.

## Представники проєкту
Сторожові кораблі будови суднобудівної фірми «Алмаз», Санкт-Петербург
| Назва            | Бортовий № | Заводський № | Закладка   | Спуск на воду | Передача замовнику | Місце служби                                           | Примітки               |
| ---------------- | ---------- | ------------ | ---------- | ------------- | ------------------ | ------------------------------------------------------ | ---------------------- |
| «Рубін»          | 350        | 501          | 03.09.2007 | 26.06.2009    | 13.11.2009         | ПУ ФСБ Росії по Краснодарському краю (з 12.05.2010)    | В строю                |
| «Діамант»        | 550        | 502          | 12.05.2010 | 25.11.2011    | 26.06.2012         | ПУ ФСБ Росії по Республіці Дагестан (з 02.11.2012)     | В строю                |
| «Жемчуг»         | 352        | 503          | 22.12.2010 | 21.04.2012    | 21.09.2012         | ПУ ФСБ Росії по Краснодарському краю                   | В строю                |
| «Ізумруд»        | 354        | 504          | 21.09.2012 | 14.08.2013    | 27.07.2014         | ПУ ФСБ Росії по Республіці Крим. Базування в Балаклаві | В строю                |
| «Аметист»        | 355        | 505          | 2012       | 24.03.2014    | 03.10.2014         | ПУ ФСБ Росії по Республіці Крим. Базування в Балаклаві | В строю                |
| «Моторний»       | 406        | 506          | 27.06.2014 | 06.05.2016    | 11.11.2016         | ПУ ФСБ Росії по Республіці Крим. Базування в Балаклаві | В строю                |
| «Відданий»       | 551        | 507          | 2014       | 07.04.2017    | 15.09.2017         | ПУ ФСБ Росії по західному арктичному району            | В строю                |
| «Надійний»       | 508        | 508          | 27.06.2014 | 26.05.2016    | 10.12.2016         | ПУ ФСБ Росії по Калінінградській області               | В строю                |
| «Пильний»        | 552        | 509          | 2015       | 21.04.2017    | 13.10.2017         | ПУ ФСБ Росії по західному арктичному району            | В строю                |
| «Бездоганний»    | 351        | 510          | 24.05.2017 | 18.04.2018    | 10.10.2018         | ПУ ФСБ Росії по Республіці Крим. Базування в Балаклаві | В строю                |
| «Расул Гамзатов» |            | 511          | 04.09.2018 | 21.12.2019    | 12.2021            | ПУ ФСБ Росії                                           | проходить випробування |

Сторожові кораблі будови «Східної верфі», Владивосток
| Назва      | Бортовий № | Заводський № | Закладка | Спуск на воду | Передача замовнику | Місце служби                                     | Примітки |
| ---------- | ---------- | ------------ | -------- | ------------- | ------------------ | ------------------------------------------------ | -------- |
| «Сапфір»   | 144        | 300          | 2013     | 06.08.2014    | 28.05.2015         | ПУ ФСБ Росії по Приморському краю (з 28.05.2015) | В строю  |
| «Корал»    | 095        | 301          | 2013     | 06.07.2015    | 17.12.2015         | ПУ ФСБ Росії по Сахалінської області             | В строю  |
| «Дозорний» | 129        | 302          | 2015     | 22.08.2017    | 25.05.2018         | ПУ ФСБ Росії по Сахалінської області             | У строю  |